# موندل
موندل (به لاتین: Mundel) یک منطقهٔ مسکونی در سری‌لانکا است که در ناحیه پوتالام واقع شده‌است. موندل ۵٬۰۰۰ نفر جمعیت دارد.